# Championnat de La Réunion de football 1996
Navigation
Édition précédente Édition suivante
Le Championnat de La Réunion de football 1996 était la 47e édition de la compétition qui fut remportée par la JS Saint-Pierroise.

## Classement
| Rang | Équipe                 | Pts | J  | G  | N | P  | Bp | Bc | Diff |
| ---- | ---------------------- | --- | -- | -- | - | -- | -- | -- | ---- |
| 1    | JS Saint-Pierroise (C) | 65  | 22 | 13 | 4 | 5  | 36 | 20 | +16  |
| 2    | SS Saint-Louisienne    | 65  | 22 | 12 | 7 | 3  | 25 | 17 | +8   |
| 3    | USST                   | 62  | 22 | 12 | 4 | 6  | 37 | 18 | +19  |
| 4    | CS Saint-Denis (T)     | 62  | 22 | 11 | 7 | 4  | 39 | 21 | +18  |
| 5    | US Possession          | 58  | 22 | 10 | 7 | 6  | 31 | 16 | +15  |
| 6    | AS Chaudron            | 55  | 22 | 9  | 6 | 7  | 29 | 25 | +4   |
| 7    | SS Sainte-Rosienne     | 61  | 22 | 7  | 6 | 9  | 22 | 30 | -8   |
| 8    | US Bénédictine (P)     | 60  | 22 | 5  | 8 | 9  | 20 | 28 | -8   |
| 9    | SS Jeanne d'Arc        | 45  | 22 | 5  | 8 | 9  | 22 | 34 | -12  |
| 10   | SS Excelsior (P)       | 41  | 22 | 4  | 7 | 11 | 18 | 30 | -12  |
| 11   | USSA Léopards          | 41  | 22 | 4  | 7 | 11 | 15 | 35 | -20  |
| 12   | SS Saint-Pauloise      | 34  | 22 | 2  | 6 | 14 | 18 | 38 | -20  |

|  | Champion de La Réunion et qualification pour la Ligue des Champions de la CAF 1997 |
|  | Relégation en 2e division                                                          |